# Sóftbol en los Juegos Suramericanos de 2010
Se detallan los resultados de las competiciones deportivas para la especialidad de Softbol
en los IX Juegos Suramericanos.

## Softbol
El campeón de la especialidad Softbol fue  Venezuela.

### Medallero
Los resultados del medallero por información de la Organización de los Juegos Medellín 2010
fueron:

#### Medallero total
País anfitrión en negrilla. La tabla se encuentra ordenada por la cantidad de medallas de oro
| Núm.  | País      | Oro | Plata | Bronce | Total | Orden por Total |
| ----- | --------- | --- | ----- | ------ | ----- | --------------- |
| 1     | Venezuela | 1   | 0     | 0      | 1     | 1               |
| 2     | Colombia  | 0   | 1     | 0      | 1     | 1               |
| 3     | Argentina | 0   | 0     | 1      | 1     | 1               |
| TOTAL | TOTAL     | 1   | 1     | 1      | 3     |                 |

Fuente: Organización de los IX Juegos Suramericanos Medellín 2010

#### Medallero por género
País anfitrión en negrilla. La tabla se encuentra ordenada por la cantidad de medallas de oro
| Clasificación por Oro | País      | Hombres | Hombres | Hombres | Hombres | Mujeres | Mujeres | Mujeres | Mujeres | Mixtos | Mixtos | Mixtos | Mixtos | TOTAL | Clasificación por Total |
| Clasificación por Oro | País      |         |         |         | Total   |         |         |         | Total   |        |        |        | Total  | TOTAL | Clasificación por Total |
| 1                     | Venezuela | 0       | 0       | 0       | 0       | 1       | 0       | 0       | 1       | 0      | 0      | 0      | 0      | 1     | 1                       |
| 2                     | Colombia  | 0       | 0       | 0       | 0       | 0       | 1       | 0       | 1       | 0      | 0      | 0      | 0      | 1     | 1                       |
| 3                     | Argentina | 0       | 0       | 0       | 0       | 0       | 0       | 1       | 1       | 0      | 0      | 0      | 0      | 1     | 1                       |
| TOTAL                 | TOTAL     | 0       | 0       | 0       | 0       | 1       | 1       | 1       | 3       | 0      | 0      | 0      | 0      | 3     |                         |

Fuente: Organización de los IX Juegos Suramericanos Medellín 2010